# Antonios Zavaliangos
Antonios Zavaliangos é um engenheiro norte-americano e cientista de materiais, actualmente o A. W. Grosvenor Professor na Universidade Drexel. Ele também é um autor publicado.
Zavaliangos também é o Diretor do CMSE Graduate Assistance em Áreas de Necessidades Nacionais, Diretor da GAANN-Pharma e Co-Diretor da Drexel Research Experiences in Advanced Materials.